# Ледник Посадовского
Ледник Посадовского — ледник длиной около 17 км, стекающий в море к северу от залива Посадовского и к востоку от Гауссберга. Залив Посадовского является открытым заливом и, в свою очередь, находится к востоку от западного шельфового ледника напротив моря Дейвиса напротив Земли Вильгельма II.
Ледник впервые был замечен с вершины Гауссберга в феврале 1902 года экспедицией Гаусса под руководством Эриха фон Дригальского. Консультативный комитет по антарктическим названиям в 1955 году назвал этот ледник так же как и открытый Дригальским залив Посадовского, приняв во внимание данные аэрофотосъёмки, полученные ВМС США во время операции Highjump, проводившейся в 1946—1947 годах. Залив Посадовского, в свою очередь, был так назван в честь Артура фон Посадовского-Венера, министра внутренних дел Германской империи, который обеспечил правительственный грант для покрытия расходов экспедиции Дригальского.